# Monitor Group

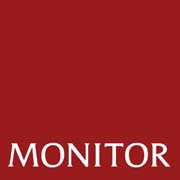
Ehemaliges Logo der Monitor Group

Die Monitor Group war bis zu ihrer Insolvenz eine weltweit tätige US-amerikanische Unternehmensberatung. Sie wurde 1983 von Michael Porter, Mark Fuller, Joseph Fuller, Michael Bell, Mark Thomas und Thomas Craig gegründet, die in Verbindung zur Harvard Business School stehen. Monitor bot insbesondere Beratung zum Thema Unternehmensstrategie an. 2012 wurde Monitor insolvent und später von Deloitte übernommen.
Der Hauptsitz der Monitor Group befand sich in Cambridge (Massachusetts). In 28 Städten rund um die Welt, darunter im deutschsprachigen Raum München und Zürich, beschäftigte sie insgesamt ca. 1500 Angestellte. Unter den ehemaligen Mitarbeitern fanden sich zahlreiche bekannte Personen. Fast alle Angestellten der Monitor Group wurden von namhaften Hochschulen angeworben.

## Kunden
Die Monitor Group gab die Identitäten seiner Kunden zwar nicht offiziell bekannt, zu ihnen gehörten jedoch namhafte Fortune-500-Unternehmen, Non-Profit-Organisationen ebenso wie Regierungsbehörden. Einige Projekte erschienen aufgrund ihrer offiziellen Natur in der Presse: die Zusammenarbeit mit Macmillan Cancer Support, einer Einrichtung für die Betreuung und Unterstützung von Krebspatienten in Großbritannien; eine bedeutende Initiative zusammen mit der libyschen Regierung sowie ein innovatives Organisationsprojekt für die University of California.